# Бернард, Джеффри
Дже́ффри Бе́рнард  (англ. Jeffrey Bernard, 27 мая 1932 — 4 сентября 1997) — британский журналист, главный герой пьесы Кейта Уотерхауса «Джеффри Бернард нездоров».
С 1975 года в журнале «Спектейтор» (англ. «The Spectator») — в параллель еженедельно публиковавшимся там же заметкам «Светская жизнь» и «Жизнь в деревне» — вёл рубрику «Жизнь на дне» (англ. «Low life»). Колонку Бернарда прозвали «запиской самоубийцы с еженедельной отсрочкой». Он описывал свои ощущения и мысли, ежедневно напиваясь за стойкой бара в Сохо. Джеффри Бернард — стал легендой, а паб «Карета и лошади» (англ. «The Coach & The Horses») “меккой” выпивох со всей Англии.

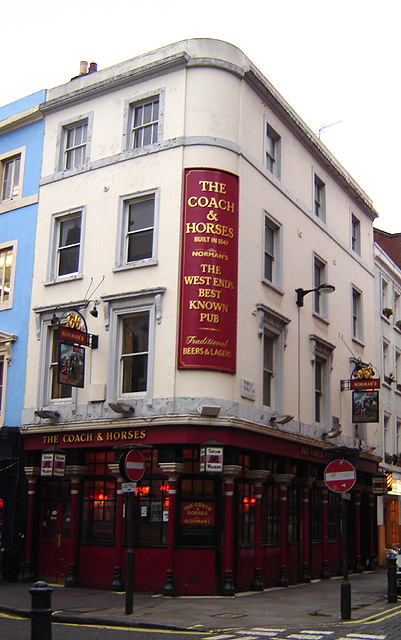
Бар «The Coach & The Horses» в Сохо, на Грик-стрит, 29

Кейт Уотерхаус, написал, основываясь на его сентенциях, комедию «Джеффри Бернард нездоров» (1989), другой — Питер О’Тул, сыграл в ней главную роль, триумфально вернувшись на сцену (1989, 1999). Из Вест-Энда пьеса разошлась по театрам мира. Бернард получал свой небольшой авторский процент и на это жил.
Когда однажды в 1989 году Кейт Уотерхаус в «Граучо-клубе» объявил, что собирается на основе моих колонок в «Спектейторе» писать пьесу под названием «Джеффри Бернард нездоров», — это соответствовало моим опасениям, что он рехнулся вконец. Оказалось, напротив — пришёл в сознание. .

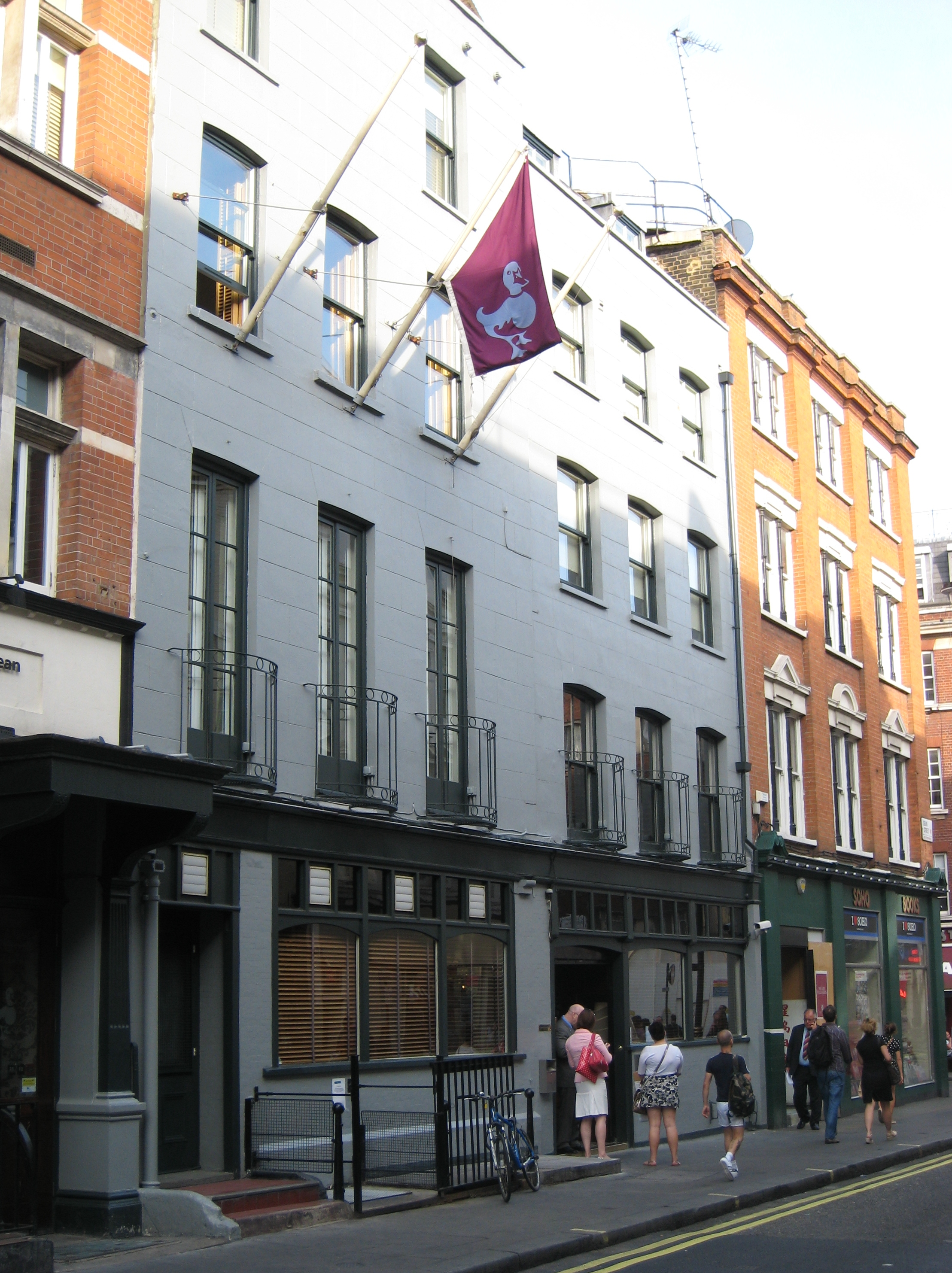
«Граучо-клуб» на Дин-стрит

Джеффри Бернарда сравнивают с Веничкой, героем поэмы Венедикта Ерофеева «Москва — Петушки».

«Представьте себе, что Веничка Ерофеев описывал бы не алкогольные подвиги на троих в пригородных электричках на маршруте Москва-Петушки, а возлияния за стойкой одной и той же пивной на протяжении последних двух десятков лет».

«…Но есть одно „но“: Веничка (не писатель, а его герой), вызывает не только симпатию, но и искреннее сочувствие, даже жалость. Джеффри Бернард… всегда был против и сочувствия, и жалости.»

.

## Биография

### Детство
Меня произвёл на свет художник декораций, потомок импресарио  и  актрисы. Мать моя — певица оперы, которая родилась у цыганки от странствующего мясника. Мой отец оформлял интерьеры «Lyons Corner Houses», а его сын мыл там посуду .
Джеффри был сыном успешного дизайнера интерьеров и архитектора эдвардианского стиля Оливера Перси Бернарда (англ. Oliver Percy Bernard, 1881—1939) и (Эдит) Доры Ходжес, — оперный певицы, выступавшей на сцене под именем Федора Розелли (англ. Fedora Roselli, née (Edith) Dora Hodges, 1896—1950).
Детство провёл в фешенебельном коттеджном районе Хэмпстед. При рождении его нарекли «Джерри», но в раннем возрасте он стал именоваться «Джеффри». У Джеффа было две сёстры (Салли, окажется психически больной и будет чем-то вроде его «скелета в шкафу») и два знаменитых старших брата: Оливер (англ. Oliver Bernard, р.1925) — поэт, переводчик Рембо, и Брюс Бонус (англ. Bruce Bonus Bernard, 1928—2000), искусствовед и фотограф.
Отец, Оливер Бернард-старший скоропостижно скончался от перитонита, когда Джеффри было 7 лет, оставив большие долги. Тем не менее, матери удалось пристроить всех троих сыновей в самые престижные школы.
Джеффри отучился два года в Пенборнском морском колледже, — сразу попав в компанию любителей глотнуть черри-бренди и пыхнуть голд флейк. Руководство колледжа объявило его «психологически непригодными для школьной общественной жизни», — и мальчик вынужден был покинуть заведение.
В 1978-м Бернард напишет пародийный авто-некролог:
Он родился в 1932 году — вероятно, по ошибке — покрытый экземой с головы до ног. Первое что он сделал — помочился в постели, — и так до 15-и. Слабенький, тонкокожий и гиперчувствительный мальчик, в школе он почти ни с кем не дружил.  Он любил забиться в самый дальний угол класса и играл там сам с собой незаметно. Его ранняя одержимость сексом мешает получать сколько-нибудь приличные отметки. Ко времени окончания школы он делается заядлым курильщиком и навязчивым писателем фанатских писем Веронике Лейк.

В 1946 году он совершает свой первый выход в Сохо и с того момента перестаёт мечтать о большем. Именно здесь, в кафе и пабах Дин-стрит и Олд-Комптон-стрит, он должен взлелеять свою замечательную праздность, зависть и жалость к себе. И в то же самое время примерно мы стали понимать, что Джеффри совсем не создан для службы офицером военного флота, о чём так мечтала его мать....
Во время войны в Персидском заливe, он обнаружит, что некоторые его одноклассники стали контр-адмиралами, и мечтательно заметит:
Подумать только, если бы я не запорол чистописание, мелькал бы в передовицах из Кувейта на атомной подлодке с бокалом "розового джина" в рукe .

### Начало карьеры
В «волшебный мир» Сохо Джеффри был введён братом Брюсом, учащимся Школы искусств Св. Мартина. Очутившись в своей стихии, он сразу же, отмечают его биографы, зарекомендовал себя как заправский бездельник.
Был городским землекопом, посудомойщиком, актёром (у Джоан Литтлвуд), рабочим сцены, киномонтажёром, боксировал на ярмарках, спускался в угольные шахты, и — самое ужасное в этой карьере — служба за барной стойкой, приведшая к панкреатиту, и как следствие сахарному диабету, что и явится причиной его хронических болезней.
Джеффри Бернард презирал суету и беготню, когда дело касалось его самого, но обожал наблюдать за всем движущимся вокруг себя.
Начинал свою литературную карьеру как репортёр со скачек.
С тех пор я уже никогда не заглядывал в будущее
, — прокомментирует он позже эту эпоху своей жизни.
И когда позже врач спросит его, прочему же он так много пьёт, Джеффри ответит:
Чтобы не бегать трусцой.
Ипподромные репортажи Джеффри Бернарда написаны были от лица совершенного неудачника, — тогда была найдена «литературная маска», сделавшая знаменитым стиль его колонок в «Наблюдателе».
Скаканию на лошадях сам он всегда предпочитал — «фигурное катание»: а именно перенос языком во рту кубиков льда из стакана с коктейлем. Эти гимнастические упражнения начинались с девяти утра; называлось это «завести мотор» (сердце). Заводить его становилось всё труднее. Как и всё остальное: почки, печень, поджелудочную железу.

### Значение
«Нельзя сказать, что Джеффри Бернард проповедовал пьянство как таковое. Скорее с помощью алкоголя он делал то, от чего многие из нас инстинктивно шарахаются — рывок к неведомой свободе из диктатуры обстоятельств, уготованных для тебя кем-то другим.
Его ситуация очень похожа на нашу. В его время Англия пела гимны успеху и процветанию, оды западным ценностям — вкусно поесть, стильно одеться, заработать побольше денег. Джеффри ненавидел всё это. На фоне этих гимнов он высвистывал свой изощрённый мотивчик деградирующего день за днём неудачника. (…)
И хотя он кончил дни со стаканом в кулаке и в инвалидном кресле, своё гражданское призвание — превратить пивную в свой дом и подмосток личных драм — он исполнил».

«Джеффри Бернард был мрачным остроумцем, последовательным лузером, проповедовавшим истину „невезучие спасут мир“… (…) Он был категорически против культа успеха — как и против любого другого культа. Он последовательно сопротивлялся любой навязываемой человеку — то есть ему, Джеффри Бернарду — идеологии… Он был сам себе хозяином. И при этом в его поведении и жизни не было ни грана позы. Он ведь не выбирал судьбу лузера намеренно, чтобы показать всему миру, „как надо жить“ — нет, он просто так жил, потому что не умел иначе».

«Характер его представлял собой оборотную сторону все того же английского темперамента — фатализм плюс инстинктивная склонность принимать удары судьбы с отрешённостью человека, твёрдо верящего (как верил и его легендарный собутыльник Фрэнсис Бэкон), что перед смертью все равны. (…) Кроме слов о том, как он постепенно скатывается на дно жизни, у него просто больше ничего не было. И слова эти звучали на протяжении двадцати с лишним лет чуть ли не как религиозная проповедь стоицизма в назидание и утешение тем, кто изнуряет себя мыслями о собственном светлом будущем. (…)
Но важней, пожалуй, даже не то, что и как он говорил, а сам его облик, его интеллектуальная поза, его интонация, взгляд — именно они были заразительными, именно они до сих пор заставляют его почитателей иногда задумываться на мгновенье посреди разговора и спрашивать себя: „А что по этому поводу сказал бы Джеффри?“»

### Семья
До пятидесяти лет был весьма красив и обаятелен, равно как с мужской, так и женской точек зрения, — и соблазнял последних невинностью манер блейкового «заблудившегося мальчика», — на сей счёт у Бернарда была своя теория.
По слухам, имел многочисленные романы.
Четыре раза был женат официально — но всегда, шутил, только «наполовину»: «женщиной на стороне» оказывался алкоголь.
- Первой законной супругой была Мэри Патрисия (Анна) Грис (англ. Mary Patricia (Anna) Grice), она занималась исследованиями рынка. Они поженились 18 сентября 1951, но довольно скоро расстались, она умерла в 1959 году.
- 13 ноября того же года Бернард женился на актрисе Жаклин Шиле (Джеки) Эллис (англ. Jacqueline Sheelagh (Jacki) Ellis, р.1934), — они развелись в 1964 году.
- Третьей женой Бернарда была швея и портниха Джиллиан Дороти (Джилл) Стэнли (англ. Gillian Dorothy (Jill) Stanley, р.1943), — они поженились 23 августа 1966 года и развелись в 1973-ем.
- Последний раз Бернард сочетался браком 15 мая 1978 год со Сью Эшли (Сью Глюк впоследствии, англ. Sue Ashley, later Sue Gluck, р.1948), она была рекламный работник, — расстались в 1981-м[12].

От третьего брака осталась любимая дочь, фотографии которой всегда сопровождали его в скитаниях с квартиры на квартиру.

### Болезнь
Беспутный образ жизни неизбежно брал своё, в последние годы жизни он не вылезал из больниц.
Панкреатит (который диагностировали ещё 1965-м, — и уже тогда врачи давали ему всего несколько лет жизни) перешёл в диабет. Джеффри госпитализировался для детоксикации.
По рассказам очевидцев, лечащий врач водил к его кровати группы студентов: «Вот человек, который ежедневно закупоривает свои сосуды тремя пачками сигарет, а потом откупоривает их снова бутылкой водки».
В итоге правая нога была ампутирована ниже колена, дни свои он заканчивал в инвалидном кресле:
Теперь меньше приходится падать с лестниц, — а падение с инвалидного кресла для жизни не столь опасно .

### Смерть
«Джеффри Бернарду нездоровилось недолго…», — начинался один из некрологов.
Свои последние недели перед смертью он сравнивал с замедленной съёмкой расстрела, когда наблюдаешь приближение пули как полёт шмеля.
Скончался в Сохо (Кемп-хаус, Бервик-стрит, 45) от почечной недостаточности, отказавшись проходить лечение с помощью диализа.
Умер 4 сентября 1997 года, — в канун похорон Дианы Спенсер.
И в то время как три миллиарда зрителей готовились прильнуть к голубым экранам и пролить слезу на последнем шоу «королевы людских сердец», — в нескольких лондонских барах тысячи людей напивались за упокой души и скорбили именно о Джеффри Бернарде:
«В питейных заведениях тем вечером можно было увидеть и заплаканные лица — в слезах по тому, кто ушёл из жизни, ушёл из Сохо, для кого Сохо и было жизнью. В пабе „Карета и лошади“ на Greek Street никто не говорил о принцессе Диане…».

Был кремирован на кладбище Кенсал Грин.
«Все нечестивцы Сохо были на похоронах» (Уотерхаус).

## Афоризмы
Водка — единственный способ обрести трезвость ума.
Говорят: «Вы разбили мне сердце», — но чаще всего имеют в виду гениталии.
Девиз молодёжи: люблю тебя всем сексом! О сердце вспоминают только при инфаркте.
От СПИДа защититься очень просто: бутылка водки в день — гарантия отсутствия секса в жизни.
Вчера, проснувшись, обнаружил, что у меня эрекция. Я был настолько потрясён, что решил сфотографировать это невероятное событие. Жизнь после смерти!
Всё прекрасное в жизни — от водки и курения до любви — вредно для здоровья; а всё полезное для здоровья, скорее всего вредно для души.
Юл Бриннер — одна из самых больших свиней, на которых я наткнулся в мире шоу-бизнеса.
- «Я лишь однажды перекинулся с ним парой реплик за стойкой бара: разговор шёл о бесконечной перемене адресов (письма приходили Джеффри на адрес паба „Карета и лошади“), — рассказывает Зиновий Зиник. — Я упомянул, что живу в том районе Лондона, где он родился — в Хэмпстеде, и спросил, где он живёт в последнее время.

В конце пути
, — ответил Джеффри и заказал ещё одну водку с тоником».

## Анекдоты
- Во всём, что касалось добычи спиртного, Джеффри Бернард отличался необыкновенной изобретательностью. Когда одно время он жил за городом у друзей (своего дома у него никогда не было), километрах в десяти от ближайшей распивочной, он, никогда не водивший машину, каждый день отправлял самому себе письмо: эпистолу на машине доставлял по адресу почтальон, который на обратном пути и подвозил Джеффри до бара. Назавтра повторялось то же самое[3].

## Факты
- Пил вовсе не виски, как можно было предположить, а исключительно водку с тоником…
- У Джеффри никогда не было собственного дома.
- «The Colony Room» на Дин-стрит[англ.] — второй любимый паб Джеффри Бернарда (закрылся в 2008, по истечении срока аренды).
- «Сколько народу толпилось до него в замызганном зале паба „Карета и лошади“, где обои (сопливо-желтые, клеёнчатые, с рельефом — точь-в-точь из вагона сталинского метро) и колченогая обшарпанная мебель принципиально и демонстративно не менялись с пятидесятых годов. Но лишь Джеффри Бернард умудрился превратить эту пивную в свой дом и подмостки личных драм. Сотни людей переругивались с владельцем паба Норманом (англ. Norman Balon), благодушным верзилой[15]; но лишь Джеффри Бернард сумел создать из него легендарного грубияна — комическое воплощение бездушия и стяжательства. Застенчивый в жизни, Норман в конце концов стал подражать — не слишком успешно — собственному двойнику из колонки Джеффри Бернарда и даже добавил к названию паба табличку „У Нормана“»[3].
- Карикатурист «Спектейтора» Майкл Хит создал цикл зарисовок, о пьяных подвигах и скандальных происшествиях, связанных с именем Джеффри Бернарда. Оригиналы этой комической саги ввывешаны на стенах паба «Карета и лошади».
- Я один из немногих, кто живёт, что называется, «на дне»[16]

, — этим высказыванием (почти незаметно, за счёт снижения уровня громкости) начинается композиция «This Time Of Night» (1985) популярной британской группы «New Order», — на одном из лучших, по мнению критики и слушателей, её альбомов: «Low-Life» (название колонки Бернарада в «Спектейторе»).
Предположительно, звучание фразы Бернарда было снижено до почти неразличимого, когда Джеффри, ненавидящий любую «попсу», «шоу-бизнес», и «успех» любого рода, пригрозил подать в суд.

## Книги
- Bernard J. Talking Horses. — Lnd.: Fourth Estate, 1987. — 176 p. — ISBN 0-947795-02-2
- Bernard J. More Low Life. — Lnd.: Pan Books, 1989. — 240 p. — ISBN 0-330-31295-2
- Bernard J. Reach for the Ground: The Downhill Struggle of Jeffrey Bernard / Introd. by Peter O’Toole. — Lnd.: Duckworth, 1996, 2002. — 176 p. — ISBN 0-7156-3150-0; ISBN 0-7156-3150-0
- Bernard J.; Dodd, Hugh. Tales from the Turf. — Lnd.: Weidenfeld & Nicolson, 1991; 1992. — 64 p. — ISBN 0-297-81164-9; ISBN 0-297-81264-5

### Пьеса
- Waterhouse, Keith. Jeffrey Bernard is Unwell: Acting Edition. — Lnd.: Samuel French, 1991. — 42 p. — ISBN 0-573-01804-9

### Биография
- Lord G. Just the One: The Wives and Times of Jeffrey Bernard. — Lnd.: Headline Book Publishing, 1993. — ISBN 0-7472-6004-4

### Воспоминания
- Bernard O. Getting Over It: Recollections. Lnd.: Peter Owen, 1992. — 159 p. — ISBN 0-7206-0865-1. — воспоминания старшего брата, Оливера Бернарада
- Balon, Norman; Bright, Spencer. You’re Barred, You Bastards: The Memoirs of a Soho Publican. Lnd.: Sidgwick & Jackson, 1991. — 254 p. — ISBN 0-283-99762-1 — воспоминания бармена «Кареты и лошадей»

### Статьи
- Waterhouse, Keith. Bernard, Jeffrey Joseph // Oxford Dictionary of National Biography. OUP, 2004.
- Зиник З. Об отщепенцах на дороге // Русский журнал. 1997. 11 декабря.
- Brown, Peter. «Jeffrey Bernard» is Unwell at the Garrick : theatre reviewer // London Theatre Guide — Online. 2006. 20 June, — рецензия на спектакль «Джеффри Бернард нездоров» в Гаррик-театре

Некрологи:
- Howse, Christopher. Obituary: Jeffrey Bernard // The Independent. 1997. 6 Sept., Saturday, — в «Индепендент»
- O’Sullivan, Jack; Kelly, Amanda. A cigarette, a fond farewell and Jeffrey Bernard takes his leave // The Independent. 1997. 6 Sept. , Saturday. P.14, — в «Индепендент»
- Waterhouse, Keith. Last orders for Jeffrey Bernard // The Telegraph. 1997. 13 Sep., — в «Телеграфе»